# Národní a univerzitní knihovna (Lublaň)
Národní a univerzitní knihovna (slovinsky: Narodna in univerzitetna knjižnica) je národní knihovna Slovinské republiky a zároveň univerzitní knihovna Lublaňské univerzity, se sídlem v hlavním městě Lublani. Založena byla roku 1774 dekretem císařovny Marie Terezie, jakožto knihovna lublaňského gymnázia. Základem fondů se staly knihy zakázaného Jezuitského řádu a několika klášterů. Současný název nese od roku 1945. Sídlí v budově na ulici Turjaška, která byla postavena mezi lety 1936 až 1941 podle návrhu slovinského architekta Jože Plečnika. Budova je od roku 2021 památkou Světové dědictví UNESCO, jako součást položky Díla Jože Plečnika v Lublani. Byla postavena na místě barokního paláce (Knežji dvorec) ze 17. století, jenž byl zničen roku 1895 zemětřesením. Boční vchod do knihovny zdobí bronzová socha Mojžíše od slovinského sochaře Lojze Dolinara. Budova knihovny byla od roku 1992 až do přijetí eura v roce 2007 zobrazena na slovinské bankovce v hodnotě 500 tolarů. Knihovna schraňuje 2,8 milionu položek, z toho 8700 rukopisů. Od roku 1987 se plánuje stavba druhé budovy, ale dosud nezačala.